# 487 a.C.

## Eventos
- Tito Sicínio Sabino e Caio Aquílio Tusco, cônsules romanos.
- Guerras médicas: quando Dario I preparava uma expedição ainda maior que a anterior contra a Grécia, os egípcios se revoltam. A expedição anterior havia terminado na derrota persa na batalha de Maratona (490 a.C.)[1]